# Mecklenburg County, North Carolina
Mecklenburg County är ett administrativt område i delstaten North Carolina, USA, med 919 628 invånare. Den administrativa huvudorten (county seat) är Charlotte. 

## Geografi
Enligt United States Census Bureau så har countyt en total area på 1 414 km². 1 362 km² av den arean är land och 52 km² är vatten. 

### Angränsande countyn
- Iredell County - norr
- Cabarrus County - nordost
- Union County - sydost
- Lancaster County, South Carolina - söder
- York County, South Carolina - sydväst
- Gaston County - väster
- Catawba County - nordväst
- Lincoln County - nordväst